# Naghan (Dehestan)
Naghan (persisch دهستان ناغان) ist ein Dehestan im Bachsch Naghan des Schahrestan Kiaar, Provinz Tschahār Mahāl und Bachtiyāri, Iran. Beim Zensus 2006 hatte der Dehestan 3286 Einwohner in 739 Familien. Im Dehestan sind 14 Dörfer.